# Jan Kantakuzen (Janja)
Jan Kantakuzen (Janja) serb. Јања Кантакузиновић (ur. po 1435, zm. 16 września 1477) – serbski arystokrata bizantyńskiego pochodzenia.

## Życiorys
Bizantyńska rodzina Kantakuzenów przybyła do Serbii w czasach Jerzego I Brankovicza. Irena Kantakuzena została żoną Jerzego I Brankovicza, jej brat był Tomasz Kantakuzen, dyplomatą w służbie despoty serbskiego. 
Jan urodził się w mieście Nowe Brdo w Serbii. Jego ojciec jest nieznany z imienia. Jego braćmi byli: Dymitr Kantakuzen, Aleksy i Jerzy. Po przejęciu rodzinnej miejscowości przez Turków nie dotknęły ich represje czy przesiedlenia. W 1468 uzyskał wraz z bratem Jerzym dzierżawę kopalni srebra. Został stracony 16 września 1477 wraz z braćmi w egzekucji w Galacie z rozkazu Mehmeda II Zdobywcy. Wraz z jego braćmi stracono ich czterech synów oraz dwunastu wnuków. Jedynym ocalałym z rzezi był Dymitr Kantakuzen. Powód egzekucji Kantakuzenów nie jest znany.